# Château de Castellan
Le château de Castellan est un château de Saint-Martin-sur-Oust, dans le Morbihan.

## Localisation
Le château est situé à environ 2,4 km à vol d'oiseau ouest-nord-ouest du centre-bourg de Saint-Martin-sur-Oust, 3,2 km au sud-est du centre-bourg de Saint-Congard et 900 m de l'Oust en rive gauche.

## Histoire
Un premier château est construit sur le site en 1589.
Le château actuel est construit au début du XVIIIe siècle (les travaux se terminent en 1732 comme l'atteste une inscription).
Les terres de Castellan appartiennent successivement aux familles de Castellan (dès le XIVe siècle), Carné (début du XVIIe siècle),Borel de Bottemont, La Ruée (XVIIIe siècle) et Potier de Courcy (depuis le milieu du XXe siècle.
Les façades et toitures du corps de logis et des communs, ainsi que la chambre à alcôve et son décor sont inscrites au titre des monuments historiques par arrêté du 6 juin 1980.
Si la chapelle a disparu, les communs ont bénéficié d'une restauration en 1979 et sont aujourd'hui le siège d'une ferme-auberge.

## Architecture
Le corps de logis est bâti selon un plan rectangulaire, un pavillon y ayant été toutefois été accolé à chacune de ses extrémités. Il s'élève sur trois niveaux : un rez-de-chaussée surélevé, un étage d'habitation et un étage de combles.
La toiture, à coyaux, est supportée par une corniche à modillons et percée de quelques lucarnes sculptées.